# Gallaudet University
La Gallaudet University (in passato chiamato Gallaudet College) è un ente di istruzione superiore statunitense statale, con sede a Washington, fondato dai Thomas Hopkins Gallaudet, Laurent Clerc e Mason Cogswell. È l'unica che offre agli studenti sordi di tutto il mondo la possibilità di imparare la lingua dei segni americana.

## Storia
Fondata nel 1864, la Gallaudet University fu inizialmente una scuola di grammatica per bambini sordi e ciechi. È stata la prima scuola volta all'educazione avanzata di sordi e audiolesi e resta tutt'oggi l'unico istituto al mondo in cui i programmi e i servizi sono disegnati appositamente per adeguarsi alle esigenze di studenti sordi e audiolesi. Gli studenti udenti sono ammessi ai corsi universitari di secondo livello, e in parte anche a quelli di primo livello. L'università prende il nome di Thomas Hopkins, figura celebre nell'educazione dei sordi. Gallaudet non era sordo. 
La Gallaudet University è ufficialmente bilingue, con la Lingua dei Segni Americana (ASL) e l'inglese utilizzati per l'educazione e la vita della comunità universitaria. Sebbene non vi sia una richiesta specifica di competenza in ASL per l'ammissione, diversi corso implicano una conoscenza di grado diverso dell'ASL.

## Rettori
- Edward Miner Gallaudet (1864-1910)
- Dr. Percival Hall (1910-1945)
- Leonard M. Elstad (1945-1969)
- Edward C. Merrill Jr. (1969-1983)
- W. Lloyd Johns (ottobre 1983-gennaio 1984)
- Jerry C. Lee (1984-1988)
- Elisabeth A. Zinser (marzo 1988, ad interim)
- I. King Jordan, Jr. (1988-2006)
- Robert Davila (2006-2009)
- T. Alan Hurwitz (2010-2015)
- Roberta Cordano (2016-in carica)

## Confraternite studentesche

### Sorority
- Delta Zeta
- Alpha Sigma Theta
- Delta Epsilon
- Phi Kappa Zeta

### Fraternity
- Delta Sigma Phi
- Kappa Sigma
- Alpha Sigma Pi
- Kappa Gamma

## Sport
- Football: Gallaudet Bisons football